# Hydrocleys martii
Hydrocleys martii là một loài thực vật có hoa trong họ Alismataceae. Loài này được Seub. mô tả khoa học đầu tiên năm 1847.